# Without Me
«Without Me» (с англ. — «Без меня») — песня американского рэпера Эминема, вышла как лид-сингл с его четвёртого студийного альбома The Eminem Show 14 мая 2002 года. В 2003 году песня вошла в бокс-сет The Singles, а после и в альбом-сборник лучших хитов Curtain Call: The Hits. В США «Without Me» поднялся до второй позиции и стал первым во многих странах мира.

## Описание
С этой песней Eminem вернулся после предыдущего, успешного, альбома The Marshall Mathers LP. «Without Me» представляет собой продолжение его главного сингла «The Real Slim Shady». Основная идея песни состоит в том, что Eminem вернулся для того, чтобы спасти мир, так была показана его роль не только в музыкальной индустрии, но и в культуре в целом.
В песне Eminem высмеял многих людей, по разным причинам не угодивших ему: тогдашнего вице-президента Дика Чейни, его жену Линн, Федеральное агентство по связи, телеканал MTV, певцов Криса Киркпатрика и Moby, группу Limp Bizkit. Eminem сравнивает себя с Элвисом Пресли, белым человеком, который также добился огромного успеха в области, где ранее всегда превалировали чёрные. Также рассказывается об исках к нему его матери за содержание песни «My Name Is».
Начало песни — «Obie Trice, real name, no gimmicks» — семплирует песню «Rap Name» Оби Трайса из альбома Music from and Inspired by the Motion Picture 8 Mile, а следующие строки — «Two trailer park girls go round the outside» — взяты из песни «Buffalo Gals» (англ. Buffalo Gals) Малкольма Макларена, а второй куплет содержит семпл из начала песни «The Real Slim Shady».
Текст песни в чистой версии альбома подвергся цензуре, в частности, «This shit’s about to get heavy» заменено на «This is about to get heavy», а «Fuck that, cum on your lips, and some on your tits» на «Jump back, jiggle your hips and wiggle a bit». Слово «fag» заменено на «Stan», когда речь идёт о Moby — это отсылка к песне из альбома The Marshall Mathers LP.

## Позиции в чартах и награды
«Without Me» — одна из самых успешных песен, которые выпускал Eminem. Эта песня достигла первой позиции в чартах многих стран, включая Великобританию, Австралию, Ирландию и Новую Зеландию на 7 недель.
На 45-й церемонии «Грэмми» «Without Me» была номинирована в категории «Запись года», но уступила песне «Don’t Know Why» Норы Джонс. Eminem впервые номинировался на «Грэмми» в такой престижной категории. Помимо этого песня была номинирована в категории «Лучшее мужское рэп-исполнение», но также уступила песне «Hot in Herre» в исполнении Nelly.
В 2009 году песня попала в «Список величайших песен 2000-х» на 251-е место по версии Pitchfork.
В Великобритании песня стала 69-й среди самых продаваемых в период 2000-х.
В 2012 году журнал Billboard составил список 30-и лучших песен, которых записал Eminem (англ. Eminem's 30 Biggest Billboard Hits). В нём «Without Me» заняла четвёртое место.

## Видеоклип
Видеоклип на песню состоит из разных сцен, обыгранных вокруг того, как Eminem и Dr. Dre, пародирующие персонажей комиксов Бэтмена, Робина и Блэйда, пытаются спасти мальчика, который приобрёл альбом The Eminem Show с этикеткой «Внимание, ненормативная лексика» (англ. Parental Advisory). В конце клипа они попадают в дом к этому мальчику, причём Eminem делает это через окно, поднявшись по стене здания, а Dr. Dre через дверь. Далее Eminem отбирает диск у мальчика, указывая ему на этикетку, расположенную на диске.
В начале клипа Eminem просыпается в постели с порноактрисой Дженной Джеймсон и телеведущей Кианой Том. Далее показывается, как его везут по коридору на больничных носилках (отсылка к сериалу «Скорая помощь» (англ. ER), который в клипе назван «EM» — первые две буквы из Eminem). Позже он выступает в роли продавца из телерекламы, который ударяет электрошоком человека, внешне похожего на бывшего вице-президента США Дика Чейни. Есть кадры, как Оби Трайс бросает по-рестлерски Moby, а Eminem, одетый как Усама бен Ладен, убегает от D12 на канале ƎNN, пародии на CNN. Eminem и Dr. Dre в клипе передвигаются на Lamborghini Murciélago. В одном из кадров Eminem участвует в телешоу со своим братом Нэйтом Мэтерсом, и в этот момент в зале присутствует рэпер Xzibit. Большой кролик был взят из «You’re a Superstar (англ. You're a Superstar)» канадской группы Love Inc. (англ. Love_Inc.). В клипе были оставлены слова «ass», «bitch» и «bastard», тогда как в чистой версии альбома они были вырезаны.
Клип был удостоен премии «Грэмми» 2003 в номинации «Лучший короткий видеоклип».
На MTV Video Music Awards клип победил в номинациях «Клип года» (англ. Video of the Year), «Лучший мужской клип» (англ. Best Male Video), «Лучший рэп-клип» (англ. Best Rap Video) а Джозеф Кан получил награду «Лучший режиссёр» (англ. Best Direction). Клип также был номинирован на «Лучший монтаж» (англ. Best Editing) и «Выбор зрителей» (англ. Viewer’s Choice).
Фрагменты клипа «Without Me» можно увидеть в клипах других исполнителей: «In da Club» — 50 Cent, «I Know You Don’t Love Me» — Tony Yayo и «I Need a Doctor» — Dr. Dre.
В 2020 году клип набрал более миллиарда просмотров на видеохостинге Youtube, а в 2024 — более двух.

## Список композиций
Европейское издание
| №                   | Название                                                         | Автор(ы)                                                     | Продюсер                                 | Длительность             |
| ------------------- | ---------------------------------------------------------------- | ------------------------------------------------------------ | ---------------------------------------- | ------------------------ |
| 1.                  | «Without Me»                                                     | М. Мэтерс, К. Белл, Дж. Басс, М. Макларен, Э. Дадли, Т. Хорн | Eminem, Джефф Басс (со.), DJ Head (доп.) | 4:53                     |
| 2.                  | «The Way I Am» (Danny Lohner remix) (при участии Marilyn Manson) | М. Мэтерс                                                    | Eminem                                   | 4:59                     |
| 3.                  | «Without Me» (а капелла)                                         | М. Мэтерс, К. Белл, Дж. Басс, М. Макларен, Э. Дадли, Т. Хорн | Eminem, Джефф Басс (со.), DJ Head (доп.) | 4:53                     |
| 4.                  | «Without Me» (инструментальная версия)                           | М. Мэтерс, К. Белл, Дж. Басс, М. Макларен, Э. Дадли, Т. Хорн | Eminem, Джефф Басс (со.), DJ Head (доп.) | 4:53                     |
| Общая длительность: | Общая длительность:                                              | Общая длительность:                                          | Общая длительность:                      | Общая длительность 19:38 |

| №                   | Название                                                         | Автор(ы)                                                     | Продюсер                                 | Длительность             |
| ------------------- | ---------------------------------------------------------------- | ------------------------------------------------------------ | ---------------------------------------- | ------------------------ |
| 1.                  | «Without Me»                                                     | М. Мэтерс, К. Белл, Дж. Басс, М. Макларен, Э. Дадли, Т. Хорн | Eminem, Джефф Басс (со.), DJ Head (доп.) | 4:53                     |
| 2.                  | «The Way I Am» (Danny Lohner remix) (при участии Marilyn Manson) | М. Мэтерс                                                    | Eminem                                   | 4:59                     |
| 3.                  | «Without Me» (инструментальная версия)                           | М. Мэтерс, К. Белл, Дж. Басс, М. Макларен, Э. Дадли, Т. Хорн | Eminem, Джефф Басс (со.), DJ Head (доп.) | 4:53                     |
| Общая длительность: | Общая длительность:                                              | Общая длительность:                                          | Общая длительность:                      | Общая длительность 14:51 |

| №                   | Название                                                         | Автор(ы)                                                     | Продюсер                                 | Длительность             |
| ------------------- | ---------------------------------------------------------------- | ------------------------------------------------------------ | ---------------------------------------- | ------------------------ |
| 1.                  | «Without Me»                                                     | М. Мэтерс, К. Белл, Дж. Басс, М. Макларен, Э. Дадли, Т. Хорн | Eminem, Джефф Басс (со.), DJ Head (доп.) | 4:53                     |
| 2.                  | «The Way I Am» (Danny Lohner remix) (при участии Marilyn Manson) | M. Mathers                                                   | Eminem                                   | 4:59                     |
| 3.                  | «Without Me» (а капелла)                                         | М. Мэтерс, К. Белл, Дж. Басс, М. Макларен, Э. Дадли, Т. Хорн | Eminem, Джефф Басс (со.), DJ Head (доп.) | 4:53                     |
| 4.                  | «Without Me» (инструментальная версия)                           | М. Мэтерс, К. Белл, Дж. Басс, М. Макларен, Э. Дадли, Т. Хорн | Eminem, Джефф Басс (со.), DJ Head (доп.) | 4:53                     |
| 5.                  | «Say What You Say» (при участии Dr. Dre)                         | M. Mathers, A. Young, R. Feemster, M. Elizondo               | Dr. Dre                                  | 5:09                     |
| 6.                  | «Without Me» (видеоклип)                                         | М. Мэтерс, К. Белл, Дж. Басс, М. Макларен, Э. Дадли, Т. Хорн | Eminem, Джефф Басс (со.), DJ Head (доп.) | 4:53                     |
| Общая длительность: | Общая длительность:                                              | Общая длительность:                                          | Общая длительность:                      | Общая длительность 29:40 |

- Примечание: со. — сопродюсер, доп. — дополнительный продюсер.

## Участники записи
- Песня была записана в доме Маршалла и студии 54Sound (обе — в городе Детройте, штат Мичиган). Сведена в студии Larabee West (город Лос-Анджелес, штат Калифорния).

| - Eminem — автор песни, исполнитель, продюсер - Джефф Басс — автор песни, сопродюсер, клавишник, гитарист, бас-гитарист - DJ Head — дополнительный продюсер - Кевин Белл — автор песни - Dr. Dre — аудиомонтажёр | - Стив Кинг — звукоинженер - Маурицио «Veto» Ирагорри — дополнительный звукоинженер - Алекс Ревербери — ассистент звукоинженера - Майкл Стрэйндж-младший — ассистент звукоинженера - Урбан Крис — ассистент звукоинженера |

## «Without Me» в культуре
- Песня «Got Some Teeth» рэпера Оби Трайса содержит семпл из «Without Me».
- «Without Me» была спародирована в телесериале «Всякая всячина» на канале Nickelodeon как Without Meat и в телесериале MADtv, на канале FOX как What’s on TV?.
- Мелодию саксофона, которая звучит на заднем плане, группа Drunkenmunky взяла за основу своего клубного хита «E».
- Под «Without Me» выходил на ринг Джуни Браунинг (англ. Junie Browning) в финале восьмого сезона реалити-шоу The Ultimate Fighter. А также боец лиги Bellator Диллон Дэнис.
- «Without Me» звучит в фильмах «Мальчик в девочке», «Отряд самоубийц» и в трейлере к фильму «Гадкий я 2».

## Позиции в чартах и продажи
| Чарт (2002)                          | Высшая позиция |
| ------------------------------------ | -------------- |
| Australian Singles Chart             | 1              |
| Austrian Singles Chart               | 1              |
| Belgian Singles Chart (Flanders)     | 2              |
| Belgian Singles Chart (Wallonia)     | 1              |
| Canadian Singles Chart               | 4              |
| Danish Singles Chart                 | 1              |
| Dutch Top 40                         | 1              |
| European Hot 100 Singles             | 1              |
| Finnish Singles Chart                | 2              |
| French SNEP Singles Chart            | 3              |
| Media Control Charts                 | 1              |
| Greece (IFPI)                        | 6              |
| Hungarian Singles Chart              | 2              |
| Irish Singles Chart                  | 1              |
| Italian FIMI Singles Chart           | 2              |
| New Zealand RIANZ Singles Chart      | 1              |
| Norwegian Singles Chart              | 1              |
| Romanian Singles Chart               | 1              |
| Swedish Singles Chart                | 1              |
| Swiss Singles Chart                  | 1              |
| UK Singles Chart                     | 1              |
| U.S. Billboard Hot 100               | 2              |
| U.S. Billboard Alternative Songs     | 15             |
| U.S. Billboard Hot R&B/Hip-Hop Songs | 13             |
| U.S. Billboard Rhythmic Top 40       | 1              |
| U.S. Billboard Pop Songs             | 1              |
| U.S. Billboard Rap Songs             | 5              |

| Чарт (2002)                      | Позиция |
| -------------------------------- | ------- |
| Australian Singles Chart         | 1       |
| Austrian Singles Chart           | 3       |
| Belgian (Flanders) Singles Chart | 7       |
| Belgian (Wallonia) Singles Chart | 8       |
| Dutch Top 40                     | 18      |
| French Singles Chart             | 15      |
| Irish Singles Chart              | 7       |
| New Zealand Singles Chart        | 4       |
| Swiss Singles Chart              | 3       |
| UK Singles Chart                 | 10      |

| Чарт (2000—2009)     | Позиция |
| -------------------- | ------- |
| German Singles Chart | 10      |

| Страна         | Сертификат      | Количество продаж |
| -------------- | --------------- | ----------------- |
| Австралия      | Платиновый (3х) | 210 000           |
| Австрия        | Платиновый      | 30 000            |
| Бельгия        | Платиновый      | 40 000            |
| Великобритания | Золотой         | 400 000           |
| Германия       | Золотой         | 250 000           |
| Новая Зеландия | Платиновый (4x) | 60 000            |
| Норвегия       | Платиновый (2x) | 20 000            |
| США            | Золотой         | 500 000           |
| Франция        | Золотой         | 250 000           |
| Швейцария      | Платиновый      | 40 000            |
| Швеция         | Платиновый      | 20 000            |